# Абатурово (Нікольський район)
Абату́рово (рос. Абатурово) — присілок у складі Нікольського району Вологодської області, Росія. Входить до складу Краснополянського сільського поселення.

## Населення
Населення — 160 осіб (2010; 165 у 2002).
Національний склад (станом на 2002 рік):
- росіяни — 99 %